# Rżawka (obwód czelabiński)
Rżawka (ros. Ржавка) – osiedle w Rosji, w obwodzie czelabińskim, w rejonie agapowskim. W 2010 liczyło 640 mieszkańców.